# 楔葉半羽花介
楔葉半羽花介（学名：Hemicytherura cuneata）为尾花介科半羽花介屬下的一个种。